# 양한빈
양한빈(梁韓彬, 1991년 8월 30일 ~ )은 대한민국의 축구 선수로  현재 성남 FC에서 골키퍼로 활동 중이다.

## 클럽 경력
양한빈은 2010시즌을 앞두고 강원 FC에 입단하면서 커리어를 시작했다. 2012년 5월 26일에 열린 울산 현대와의 경기에서 프로 데뷔전을 치렀다. 강원 시절 K리그에서 1경기에 출전했다.
2013시즌을 앞두고 성남 일화 천마로 이적했다.
2014년 7월, 여름 이적시장을 통해 성남 FC에서 FC 서울로 이적하였다. 2015년 10월 3일에 열린 청춘FC와의 경기에서 비공식 데뷔전을 치렀다. 이후로도 서울의 서드 골키퍼로 활동했으며 많은 기회를 잡지 못했다. 2017시즌을 앞두고 같은 팀의 유상훈이 군 입대를 하면서 팀의 세컨 골키퍼로 위상이 올라갔다. 2017시즌 초반 서울의 주전 골키퍼를 맡았던 유현이 불안한 모습을 보이면서 기회를 잡기 시작했으며 여기서 좋은 모습을 보여주면서 서울의 주전 골키퍼로 올라섰다. 2017시즌에 총 27경기에 출전했다. 2018시즌에도 서울의 주전 골키퍼로 활동했으며 리그에서 37경기를 소화했다. 2019시즌에는 유상훈이 제대하면서 서울의 세컨 골키퍼로 활동했으며 7경기에 출전했다.

## 국가대표팀 경력
2011년 FIFA U-20 월드컵에 참여하는 대한민국 U-20 대표팀에 차출되었다. 대회에서 양한빈은 2경기에 출전했다.

## 수상

### 클럽

#### FC서울
- K리그 클래식
  - 우승 1회 : 2016
- FA컵
  - 우승 1회 : 2015

## 참고 자료
- SW스토리 - 빗물에 씻은 '한(恨), 눈물' 양한빈, FC서울 지켰다
- NEXTAR★K - 양한빈이 절망을 희망으로 바꾼 7년의 시간

## 가족관계
- 배우자 : 최원선 (2020년 11월 1일 ~ 현재)